# Cory Hardrict
Cory Hardrict (né le 9 novembre 1979  à Chicago est un acteur américain.

## Biographie
Cory Hardrict est notamment connu pour ses rôles dans World Invasion : Battle Los Angeles, Lovelace, Transcendance et American Sniper.
Depuis 2000, il est le compagnon de Tia Mowry. Après s'être fiancés le 25 décembre 2006 Santa Barbara, en Californie, ils se marient le 20 avril 2008 à Santa Barbara. Le 11 janvier 2011, le magazine People annonce qu'ils attendent leur premier enfant. 
Leur fils Cree Taylor Hardrict est né le 28 juin 2011 et leur fille Cairo Tiahna Hardrict est née le 5 mai 2018.

## Filmographie

### Film
| Année | Film                                           | Rôle                  | Notes                         |
| ----- | ---------------------------------------------- | --------------------- | ----------------------------- |
| 1999  | Never Been Kissed                              | Packer                |                               |
| 2001  | Crazy/Beautiful                                | Wilcox                |                               |
| 2004  | Creature Unknown                               | Lance                 | Titre alternatif : The Forest |
| 2005  | Return of the Living Dead: Rave from the Grave | Cody                  |                               |
| 2006  | Miles from Home                                | John Conway           |                               |
| 2006  | Le Contrat                                     |                       | non-crédité                   |
| 2006  | Driftwood                                      | Darryl Jones          |                               |
| 2007  | Neighborhood Watch                             | James                 |                               |
| 2008  | Gran Torino                                    | Duke                  |                               |
| 2009  | Hollywood Horror                               | Stacy                 |                               |
| 2009  | Ce que pensent les hommes                      | Tyrone                |                               |
| 2009  | Dough Boys                                     | Smooth                |                               |
| 2009  | The Least Among You                            | Roscoe                |                               |
| 2009  | Chicago Pulaski Jones                          | TK                    |                               |
| 2009  | Four to the Floor                              | Ruc                   |                               |
| 2011  | World Invasion : Battle Los Angeles            | Lockett               |                               |
| 2011  | The Day                                        | Henson                |                               |
| 2011  | Dance Fu                                       | TK                    |                               |
| 2013  | Warm Bodies                                    | Kevin                 |                               |
| 2013  | Lovelace                                       | Frankie Crocker       |                               |
| 2013  | Boulevard H                                    |                       |                               |
| 2014  | Transcendence                                  | Joel Edmund           |                               |
| 2014  | Destined                                       |                       |                               |
| 2015  | Brotherly Love                                 | June                  |                               |
| 2015  | American Sniper                                | 'D' / Dandridge       |                               |
| 2016  | Spectral                                       |                       |                               |
| 2017  | Walk of Fame                                   | Nate                  |                               |
| 2017  | All Eyez on Me                                 | Nigel                 |                               |
| 2017  | Naked                                          | Drill                 |                               |
| 2017  | November Criminals de Sacha Gervasi            | D Cash                |                               |
| 2018  | Code 211 (211)                                 | officier Hanson       |                               |
| 2020  | Assiégés                                       | sergent Vernon Martin |                               |

### Série télévisée
| Année     | Film                          | Rôle                    | Notes             |
| --------- | ----------------------------- | ----------------------- | ----------------- |
| 1998      | Smart Guy                     |                         | 1 épisode         |
| 1998      | Felicity                      | R.A. No. 4              | 1 épisode         |
| 1999      | Once and Again                | James                   | 1 épisode         |
| 1998–2003 | Urgences                      | Lil 'Toine Curtis       | 2 épisodes        |
| 2000      | Pacific Blue                  | Ty Davis                | 1 épisode         |
| 2000      | City of Angels                | Jamon                   | 1 épisode         |
| 2001      | Angel                         | Ray                     | 1 épisode         |
| 2001      | Boston Public                 | John                    | 1 épisode         |
| 2001      | Go Fish                       | Letterman               | 1 épisode         |
| 2001      | Les Associées                 | Jiks                    | 1 épisode         |
| 2001      | That's Life                   |                         | 1 épisode         |
| 2002      | Any Day Now                   | Mike                    | 1 épisode         |
| 2002      | The District                  | Kenny                   | 1 épisode         |
| 2002      | NYPD Blue                     |                         | 1 épisode         |
| 2003      | Strong Medicine               |                         | 1 épisode         |
| 2003      | Les Experts : Miami           | Darnell Jackson         | 1 épisode         |
| 2003      | The Shield                    |                         | 1 épisode         |
| 2003      | Cold Case : Affaires classées | Officier Joe Washington | 1 épisode         |
| 2004      | Like Family                   | Tony                    | 2 épisodes        |
| 2004      | Les Experts                   | Ross Davis, Biker       | 1 épisode         |
| 2004      | Without a Trace               | Gerald Billingsley      | 1 épisode         |
| 2007      | Heroes                        | Hype Wilson             | 2 épisodes        |
| 2007–2008 | K-Ville                       | Terence Jackson         | 2 épisodes        |
| 2007–2008 | Retour à Lincoln Heights      | Luc Bisgaier            | 10 épisodes       |
| 2009      | The Game                      | Tony, l'homme de câble  | 1 épisode         |
| 2009      | Parents par accident          | Ryan                    | pilote uniquement |
| 2010      | Dark Blue : Unité infiltrée   | Josh                    | 1 épisode         |
| 2012      | Alcatraz                      | officier de Police      | Pilot Officier    |
| 2012      | Let's Stay Together           | Derrick                 | 1 épisode         |
| 2018      | The Oath                      | Cole Hammond            | 2 saisons         |

## Voix francophones
En France
- Namakan Koné[1] dans :
  - Warm Bodies
  - American Sniper

Et aussi
- Alexis Tomassian dans The Shield (série télévisée)
- Raphaël Cohen dans Retour à Lincoln Heights[1] (série télévisée)
- Mohad Sanou dans Gran Torino[1]
- Cédric Dumond dans World Invasion: Battle Los Angeles[1]
- Gilduin Tissier dans Brotherly Love[1]
- Maxime Van Santfoort dans Spectral
- Pierre Alam dans Naked
- Baptiste Marc dans The Chi[1] (série télévisée)
- Stéphane Pouplard dans All American: Homecoming[1] (série télévisée)

Au Québec
- Guillaume Champoux dans Mission : Los Angeles